# 进奏院状
进奏院状是出现于中国唐代的一种原始新闻传播媒介，是目前中国境内有确据可考的年代最早的传播媒介，也是全世界范围内出现的最早的报纸的雏形。由于进奏院状的存在，中国目前是世界新闻史学术界公认的最先有报纸的国家。

## 进奏院制度
进奏院状的发行机构是进奏院。所谓进奏院，是和唐代藩镇制度密切相关的机构。唐代中期中央政府开始在边境地区设立藩镇，设置节度使。到9世纪初，全国节度使已经发展到40几个。这些驻扎边疆的节度使纷纷在都城设立办事机构，开始称“邸”、“上都后留院”等，代宗大历十二年（公元777年）统一改称“上都知进奏院”，简称“进奏院”。这些进奏院并不受中央政府管辖，而是对地方节度使负责。其职责包括协调节度使与中央政府之间的关系、办理需要和朝廷联系交涉的各项事宜，以及为地方了解、汇编和通报都城的各类政治信息。
经由进奏院传发给各藩镇用来介绍朝廷政事动态和各项消息的书面报告，即被称为“进奏院状”，是最早的官报的雏形。散见于中国唐代诸多古籍中的“状报”、“报状”、“上都留后状”、“留邸状报”，均指进奏院状。

## 特色和内容
从已有的材料看，进奏院状的内容主要涉及以下几个方面的内容：
- 皇帝的活动
- 皇帝的诏旨
- 官吏的任免
- 臣僚的奏章
- 其他重要军事政治信息

此外，这些报状还有如下一些特点：
- 不定期由首都向地方传发，读者主要是各地藩镇和诸道的长官
- 带有上行公文的色彩，但不同于一般公文，其所提供的信息往往比正式公文早得多
- 其传播的信息绝大多数属于朝廷政事活动
- 信息多数是由进奏官自己采集的，有的则是从他们所获知的朝廷动态消息中筛选出来的，着重传播的是其主官所关心和希望了解的那部分内容。

之所以认为进奏院状是报纸的雏形，因为其已经具备了报纸的重要元素。首先，进奏院状以传播信息为第一要旨；其次，在信息传播行为发生之前，已经有必要的信息采集、编辑和筛选工作；最后，所谓“进奏官”的角色特征和现代的新闻从业者十分相似。

## 敦煌进奏院状
现存的进奏院状只有两份，均是于1907年前后由英国考古学家斯坦因和法国汉学家伯希从敦煌发现的，现在分别收藏于英国伦敦大英图书馆东方及印度部和法国巴黎国立图书馆。
据研究，这两份进奏院状都是唐僖宗时期由驻地在敦煌沙州的归义军节度使张淮深派驻朝廷的进奏官发回沙州的。目前存放于法国的那份进奏院状保存得相对完整，以“上都进奏院 状上当道”开头，以“谨状”结尾，共47行，所报道的内容主要是乾符四年十二月二十七日至乾符五年四月十一日这段时间的事情。
这两份“敦煌进奏院状”是目前世界上仅存的年代最早的原始状态的报纸。通过对进奏院状的研究，可以确定唐代进奏院状是一种从官文书向正式官报转化过程中的原始状态的报纸，和欧洲16世纪出现的报纸的雏形“新闻信”十分相似。